# Familia rodante
Familia rodante es una película argentina de comedia dramática y road movie del año 2004.
Fue dirigida por Pablo Trapero, quien también escribió el guion. Se estrenó el 30 de septiembre de 2004.

## Argumento
Emilia, la abuela de 84 años de una familia, es elegida como madrina de una sobrina que no conoce, en una boda a realizarse en el Norte argentino. Para cumplir con la tarea, la familia se embarcará en un viaje en carretera a bordo de una casa rodante Chevrolet Viking de 1958 hasta un pueblo en la frontera con Brasil. Durante este viaje, distintos conflictos emergen entre los integrantes de la familia.

## Reparto
- Graciana Chironi como Emilia
- Adelina Bielopolsky como Tota
- Ludmila Stancer "Lita" de Lovrencic como Ludmila
- Josefina Santín como Josefina
- Demófila Sáez como Demófila
- Nicolás López como Matías
- Liliana Capurro como Marta
- Ruth Dobel como Claudia
- Mariela Pedano como Yanina
- Bernardo Forteza como Oscar
- Elías Viñoles como Gustavo
- Carlos Resta como Ernesto
- Laura Glave como Paola
- Sol Ocampo como Bebé
- Leila Gómez como Nadia
- Ramón Olmedo como el playero 1
- Luis Alférez González como el gendarme 1
- Gabriel Proz como el gendarme 2
- Lázaro Cabral como el gendarme 3
- Paulino Brites como el hombre del tractor 1
- Raúl Cuenca como el hombre a caballo
- Horacio Fontes como el mecánico y el narrador
- Rubén Iaut como asistente mecánico
- Marcelo Roque Britez como el carnicero en Yapeyú
- Santiago Ferreira como el gaucho músico
- Norberto Zulpo como el dentista
- Juan Alberto Fernández como el músico con la guitarra
- Leopoldo Fontes como el músico con el acordeón
- Rubén Viani como el ordenanza del museo
- Juan Carlos Linder como el paciente
- Federico Esquerro como Claudio
- Juan Montenegro el hombre del tractor 2
- Rodolfo Obregón como el playero 2
- Marcelino Silva como el señor de la nafta
- Ángela Guede como la señora de la nafta
- Vanesa Silva como la señorita de la nafta
- Liliana Escobar como Mary
- Sara Cancino como Ñata
- Carmen Chironi como tía de Mary
- Patricia Díaz como hermana de Mary
- Daniel Pereira como Luis
- Fermín Sales Villalba como el cura
- Ildo Santiago Paríz como el fotógrafo
- Francisco Carlos Scholz como el animador
- Juan José Soza como músico en la fiesta
- Hipólito Gregorio Pérez como Perico
- Martín Trapero como el asador
- Ramón César Villalba como chico mozo 1
- León Gieco como voz en off

## Producción
El guion había sido escrito por Pablo Trapero para su abuela, quien también actúa en la película, 8 años antes de la realización de la misma.
La película se filmó sobre la casa rodante en la que se centra la acción, a lo largo de 1400 kilómetros sobre las rutas argentinas. Contó con un equipo de 70 técnicos y actores.
Las escenas interiores se filmaron en una casa rodante del mismo modelo a la mostrada en las escenas de exteriores, solo que con paredes desmontables.
La producción estuvo centrada, para las escenas filmadas en el Norte argentino, en el regimiento del Ejército argentino en la localidad de San Javier (provincia de Misiones).

## Premios
| Premio                                        | Categoría                                           | Nominados        | Resultado | Ref   |
| --------------------------------------------- | --------------------------------------------------- | ---------------- | --------- | ----- |
| Cóndor de Plata                               | Revelación femenina                                 | Graciana Chironi | Nominada  | [ 3 ] |
| Festival Internacional de Cine de Chicago     | Mejor película                                      | Pablo Trapero    | Nominada  | [ 4 ] |
| Festival Internacional de Cine de Gijón       | Mejor actriz                                        | Graciana Chironi | Ganadora  | [ 4 ] |
| Festival Internacional de Cine de Gijón       | Mejor director                                      | Pablo Trapero    | Ganador   | [ 4 ] |
| Festival Internacional de Cine de Gijón       | Premio Principado de Asturias al mejor largometraje | Pablo Trapero    | Nominado  | [ 4 ] |
| Festival Internacional de Cine en Guadalajara | Premio FIPRESCI                                     | Pablo Trapero    | Ganador   | [ 4 ] |
| Festival de Cine de Lima                      | Mejor actriz                                        | Liliana Capurro  | Ganadora  | [ 4 ] |
| Muestra Internacional de Cine de São Paulo    | Mejor película                                      | Pablo Trapero    | Nominado  | [ 4 ] |
| Festival Internacional de Cine de Venecia     | Mejor película                                      | Pablo Trapero    | Nominado  | [ 4 ] |